# Agolico BMC Pro Cycling Team
El Agolico BMC Pro Cycling Team (código UCI: SWA) fue un equipo ciclista femenino de México de categoría UCI Women's Team, máxima categoría femenina del ciclismo en ruta a nivel mundial.

## Historia
Fundado en 2018 bajo el nombre de Swapit Agolico, en noviembre de 2019 se hizo oficial que a partir del año 2020 el equipo pasaría a llamarse Agolico BMC Pro Cycling Team.

## Material ciclista
El equipo utiliza bicicletas BMC, casco Abus, lentes NRC, calcetas H2D y vestimenta Ladino.

## Clasificaciones UCI
Las clasificaciones del equipo y de su ciclista más destacado son las siguientes:
| Temporada | Clasificación por equipos | Mejor corredor | Posición |
| 2018      |                           |                |          |

## Palmarés
Para años anteriores véase: Palmarés del Agolico BMC Pro Cycling Team.

### Palmarés 2020

#### UCI WorldTour 2020
| Fechas | Carreras | Ganadora |
|        |          |          |

#### UCI ProSeries 2020
| Fechas | Carreras | Ganadora |
|        |          |          |

#### Calendario UCI Femenino 2020
| Fechas | Carreras | Ganadora |
|        |          |          |

#### Campeonatos nacionales
| Fechas          | Carreras                                | Ganadora                |
| 4 de septiembre | Campeonato de México Contrarreloj (CRI) | Andrea Ramírez          |
| 5 de septiembre | Campeonato de México en Ruta            | María Antonieta Gaxiola |

## Plantillas
Para años anteriores, véase Plantillas del Agolico BMC Pro Cycling Team

### Plantilla 2019
| Integrantes del equipo 2019 | Integrantes del equipo 2019 | Integrantes del equipo 2019                  | Integrantes del equipo 2019 |
| Corredor                    | Fecha de nacimiento         | Equipo previo                                |                             |
| --------------------------- | --------------------------- | -------------------------------------------- | --------------------------- |
| Anet Barrera Esparza        | 9 de septiembre de 1998     |                                              |                             |
| Ariadna Gutiérrez           | 22 de agosto de 1991        | Conade Visit Mexico (2018)                   |                             |
| Paola Muñoz                 | 13 de abril de 1986         | Bizkaia-Durango (2017)                       |                             |
| Marcela Prieto              | 11 de marzo de 1992         | Estado de México-Faren (2014)                |                             |
| Andrea Ramírez Fregoso      | 25 de septiembre de 1999    |                                              |                             |
| Milena Salcedo              | 14 de mayo de 1988          |                                              |                             |
| Ana Cristina Sanabria       | 2 de mayo de 1990           | Servetto-Stradalli Cycle-Alurecycling (2018) |                             |
| Brenda Santoyo              | 17 de agosto de 1996        |                                              |                             |
| Gabriela Soto               | 11 de enero de 1993         |                                              |                             |
| Maria Jose Vargas           | 15 de febrero de 1996       |                                              |                             |
|                             |                             |                                              |                             |
| Fuente: ProCyclingStats     |                             |                                              |                             |